# Moreira (Monção)
Moreira é uma povoação portuguesa sede da Freguesia de Moreira do Município de Monção, freguesia com 3,51 km² de área e 572 habitantes (censo de 2021), tendo, por isso, uma densidade populacional de 163 hab./km².
Possui várias atividades culturais e desportivas, como uma associação, CDRCM, que organiza eventos culturais e desportivos, um Rancho Folclórico (Rancho Folclórico Santa Maria de Moreira), uma associação que trabalha linho de forma artesenal, um grupo coral (Santa Luzia) e ainda um clube de futebol, UDM, com vários escalões.

## Demografia
A população registada nos censos foi:
| Distribuição da População por Grupos Etários | Distribuição da População por Grupos Etários | Distribuição da População por Grupos Etários | Distribuição da População por Grupos Etários | Distribuição da População por Grupos Etários |
| -------------------------------------------- | -------------------------------------------- | -------------------------------------------- | -------------------------------------------- | -------------------------------------------- |
| Ano                                          | 0-14 Anos                                    | 15-24 Anos                                   | 25-64 Anos                                   | > 65 Anos                                    |
| 2001                                         | 79                                           | 100                                          | 353                                          | 177                                          |
| 2011                                         | 59                                           | 52                                           | 324                                          | 180                                          |
| 2021                                         | 52                                           | 45                                           | 273                                          | 202                                          |